# Bibliographie à propos de Reims
Approche de ressources bibliographiques à propos de Reims et sa région sur les coutumes, son histoire, sa géographie.

## Périodiques
- Annuaire du département de la Marne
- Bulletin de la Société archéologique Champenoise
- Bulletin de l'Académie nationale de Reims
- Bulletin du Comité du Folklore Champenois
- Courrier de la Champagne, 1850 -
- Le Cercle Agricole Rémois
- Dépêche de l'Est, 1884 -
- Éclaireur de l'Est, 1888 - 1944.
- Études champenoises
- Folklore de Champagne
- Indépendant rémois, 1868 -
- Industriel de la Champagne, 1830 -
- Le Journal de Rheims, 1789 - 1811
- Mémoires de la Société d'agriculture, commerce, sciences et arts du département de la Marne
- Progrès de l'Est, 1911 -
- Le Cri de Reims, 1912 -
- Revue de Champagne et de Brie
- Nouvelle Revue de Champagne et de Brie
- Petites-Affiches Matot-Braine
- La Semaine religieuse

## Histoire de Reims

### Champagne
- Christophe de Thou : Coustume du bailliage du Vermandois, et inclus la coutume de Reims, Jean de Foigny, Reims, 1571.
- Jean Godinot,  Manière de cultiver la vigne et de faire le vin en Champagne, et ce qu'on peut imiter dans les autres provinces, pour perfectionner les vins , 1713.
- Princesse Jean de Caraman Chimay, Madame Veuve Cliquot Ponsardin, Sa vie, son temps, illustrations de Drian, 1952, 51 p.
- Vignoble et vin de Champagne, Georges Colin, Travaux de l'institut de géographie de Reims, no 15/1973.
- François Bonal, Dom Pérignon. Vérité et légende, Éditions Dominique Guéniot, 1995.

- Benoît Musset, Vignobles de Champagne et vins mousseux – 1650-1830 : histoire d’un mariage de raison, Paris, Fayard, 2008.

### Généralités
- Louis-Pierre Anquetil, Histoire civile et politique de la ville de Reims, Delaistre-Godet, 1756.
- Géruzez, Description historique et statistique de la ville Reims, édition : Bomez-Lambert, Châlons; 1817.
- Camus-Daras, Esssais sur Reims, édition : Fremau, Reims, 1823.
- Gerard Jacob Kolb, Description historique de ma ville de Rheims, édition : Brissart-Carolet, Reims, 1825.
- Dom Guillaume Marlot, Histoire de la ville, cité et université de Reims : métropolitaine de la Gaule Belgique : divisée en douze livres contenant l'estat ecclésiastique et civil du païs, édition : Brissart-Binet, 1843-1846.
- Prosper Tarbé
  - Reims, essais historiques sur ses rues et ses monuments, 1844. Réédition : Éditions de la Tour Gile, Péronnas, 1994. Texte en ligne [archive]
  - Notre-Dame de Reims, 1845.
- Pierre Garnier, Chaalons ancien et nouveau, payen et chrétien depuis son origine jusqu'en M DCCXXVI, Châlons, Laurent, 1865.

- Hippolyte Bazin, Une vieille cité de France, Reims. Monuments et histoire, édition : Michau, Reims, 1900.
- Émile Espérandieu, Recueil général des bas-reliefs, statues et bustes de la Gaule romaine, Tome 5, pp 1 à 70, 1913.
- Gustave Laurent,  Reims et la région rémoise à la veille de la Révolution. La convocation des Etats Généraux de 1789, Reims, imprimerie Matot-Braine, , 1930.
- Louis Grignon, Topographie historique de la ville de Châlons-sur-Marne, 1889 (rééd. coll. « Monographies des villes et villages de France », Lorisse - Le Livre d'histoire, 2014  (ISBN 978-2-7586-0848-6).
- Reims 1600-1914, vues anciennes et plans, RHa, éd. CRDP de Reims, Reims, 1978.
- Histoire de Reims, Pierre Desportes (sous la direction de), Toulouse, Ed. Privat, 1983.
- Daniel Pellus :
  - Reims 1900-2000 - Un siècle d'événements, Fradet, 2001
  - Reims 1800-1900 - Un siècle d'événements, Fradet, 2003
  - Reims 1600-1800 - Deux siècles d'événements, Fradet, 2005
  - Reims 1000-1600 - Six siècles d'événements, Fradet, 2007
- Michel Bur, La Champagne Médiévale, Recueil d'articles, Langres, Dominique Gueniot Éditeur, 2005.

### Arts
- Charles Loriquet, Les artistes rémois, notes et documents recueillis dans les archives de la ville de Reims, Académie impériale de Reims, Dubois, Reims, 1864.
- léopold Lesigne, Reims à l'eau forte, Reims, Matot-Braine	1906.
- Louis Demaison, L’Art de la Champagne, région de Reims, Paris, L. de Boccard, 1916.
- Reims à l'époque de l'art déco, par Olivier Rigaud, Guide (livre CDROM), 2006, édité par le CRDP Champagne-Ardenne.

### Sport et culture
- 2e Grande semaine d’aviation de la Champagne organisée à Reims du 3 au 10 juillet 1910, Reims, Imprimerie Debar, 1910.
- Paul-Henri d’Estournelles De Constant, baron, dir.
- Patrick Sinibaldi (préf. Jean-Pierre Jarier), Circuit de Reims, Boulogne-Billancourt, ETAI, 2006, 143 p. (ISBN 2-7268-9460-7)

- Raphaëlle Chossenot, dir. La Marne 51/1 et 51/2 Reims in Carte archéologique de la Gaule (CAG), éditeur : Paris : Académie des inscriptions et belles-lettres : Ministère de l'Educaton Nationale : Ministère de la Recherche : Ministère de la Culture et de la Communication : Maison des Sciences de l'Homme ; Châlons-en-Champagne : Département de la Marne, 2005.

### Moyen Âge
- Edmond Gauroy, Sainte Jeanne d'Arc à Châlons : Châlons en 1429, Châlons-sur-Marne, 1948

- Olivier Bouzy, Jeanne d'Arc en son siècle, Paris, Fayard, 2013, 317 p. (ISBN 978-2-213-67205-2, présentation en ligne).

## Biographies
- Henri d'Arbois de Jubainville, Histoire des ducs et comtes de Champagne depuis le vie siècle jusqu'à la fin du XIe, 8 vol. (1859-69).
- Chanoine Cerf, Vie des saints du diocèse de Reims, tome I, pp. 183-195.
- Thierry Ruinart, Abrégé de la vie de dom Jean Mabillon, prêtre et religieux bénédictin de la congrégation de Saint-Maur, Veuve François Muguet, 1709 (lire en ligne).
- Jeanne d’Arc, Henri Wallon, 5e édition 1876, Livre III Reims, 3e partie: Le sacre.
- Guillaume Cousinot de Montreuil, Chronique de la Pucelle ou Chronique de Cousinot, Paris, Vallet de Viréville, 1859, p.315
- André Du Chesne, Histoire de la maison de Châtillon-sur-Marne contenant les actions plus mémorables des comtes de Blois et de Chartres..., chez Sébastien Cramoisy, Paris, 1631.
- Jean-Louis Bourgeon, Les Colbert avant Colbert, Presses universitaires de France, Paris, 2002 (2e édition).
- Paul Marchandeau, dans le Dictionnaire des parlementaires français (1889-1940), sous la direction de Jean Jolly, PUF, 1960.
- Philippe Wolff, « Le théologien Pierre Cauchon, de sinistre mémoire », dans Économies et sociétés au Moyen âge : mélanges offerts à Édouard Perroy, Paris, Publication de la Sorbonne, coll. « Série Études » (no 5), 1973, 752 p., p. 553-570.
- Daniel Pellus, Clovis, réalités et légendes, Martelle, 1996.
- Jean Goubet, Thierry Le Hete, les comtes de Blois et de Champagne et leur descendance agnatique, généalogie et histoire d'une dynastie féodale, Généalogie et Histoire, 2004.
- Hervé Paul, Le Docteur Jean-Baptiste Langlet (1841-1927) : héroïque Maire de Reims à l'épreuve de la Première Guerre mondiale, préfaces d'Adeline Hazan, Claude Langlet-Fargette et Arnaud Robinet, Presses universitaires de Sainte Gemme, 2014.